# Indústria a Espanya
La indústria d'Espanya ha patit canvis al llarg del temps.
Fins al 1981 l'Institut Nacional d'Indústria (INI) el sector públic industrial estava agrupat en aquest organisme públic. La majoria de les empreses del sector públic estaven agrupats en dos grups: la Societat Estatal de Participacions Industrials (SEPI) i el Grup Patrimonio.
El 1981, les empreses de combustibles líquids es segregaren amb la creació de l'Institut Nacional d'Hidrocarburs. El 1992, dins de l'INI es creà el grup TENEO, que cotenia empreses desvinculades dels Pressupostos Generals de l'Estat. Ambdós instituts van desaparéixer el 1995. TENEO es va mantindre dins de SEPI i el 1997 totes les empreses públiques passaren a dependre de SEPI, desvinculades dels pressupostos generals de l'estat.
El Partit Popular va iniciar una privatització del sector públic a la fi de 1990.
Des del 2001 fins al 2007, la indústria espanyola va experimentar un creixement acumulat d'un 3,4%. Del 2007 al 2008, experimentà un decreixement del nombre de treballadors per efectes de la crisi financera espanyola.